# Hinterer Brochkogel
Hinterer Brochkogel je hora v Ötztalských Alpách, v Tyrolsku, na západě Rakouska. S nadmořskou výškou 3 623 metrů náleží mezi deset nejvyšších hor Rakouska s prominencí vyšší než 100 metrů. Leží něco přes kilometr západně až jihozápadně od nejvyššího vrcholu Ötztalských Alp a druhé nejvyšší hory Rakouska Wildspitze.